# Férfi 3000 méteres síkfutás a 2013. évi nyári európai ifjúsági olimpiai fesztiválon
A 2013. évi nyári európai ifjúsági olimpiai fesztiválon az atlétikai versenyszámok közül a férfi 3000 méteres síkfutást július 16.-án rendezték Utrechtben.

## Döntő
| H     | Név                          | Nemzet           | E       | Mj  |
| ----- | ---------------------------- | ---------------- | ------- | --- |
| Arany | Borkowski Mateusz            | Lengyelország    | 8:28.89 |     |
| Ezüst | Omer Oti                     | Törökország      | 8:31.28 |     |
| Bronz | Mohamed-Amine El Bouajaji    | Franciaország    | 8:31.68 |     |
| 4.    | Franco Simon Noti            | Svájc            | 8:35.41 |     |
| 5.    | Jordi Torrents Teixidor      | Spanyolország    | 8:36.17 |     |
| 6.    | Fábio Rafael Rodrigues Gomes | Portugália       | 8:37.39 |     |
| 7.    | Anastasios Papoulias         | Görögország      | 8:37.84 |     |
| 8.    | Pietro Riva                  | Olaszország      | 8:40.31 |     |
| 9.    | Zarnoczai Zalán István       | Magyarország     | 8:50.17 |     |
| 10.   | Ihar Bazhenau                | Fehéroroszország | 8:51.78 |     |
| 11.   | Jiri Karjalainen             | Finnország       | 8:52.38 |     |
| 12.   | Kevin Mulcaire               | Izland           | 8:58.76 |     |
| 13.   | Ran Sagiv                    | Izrael           | 9:11.81 |     |
| -     | Raul Daniel Crecan           | Románia          | -       | DNS |